# Casuariiformes
De Casuariiformes zijn een orde van loopvogels die voorkomen in Nieuw-Guinea en Australië. De orde omvat de kasuarissen en de emoe. Casuariiformes behoort tot de zogenaamde Paleognathae, samen met vier andere ordes: tinamoes, struisvogels, nandoes en kiwi's. Dit zijn vogels die in het skelet (kaak en borstbeen) en het DNA kenmerken vertonen die bij alle andere vogels ontbreken. Vier ordes bestaan uit loopvogels, de tinamoes kunnen ook vliegen. De orde bevat in de meeste recente taxonomische indeling nog maar één familie, de Casuariidae.
Ondanks het feit dat kasuarissen en emoes er redelijk verschillend van elkaar uitzien, zijn ze toch nauw verwant aan elkaar. Ze hebben beide kleine rudimentaire vleugeltjes die onder hun verenkleed verborgen zitten en ze bezitten drie tenen aan elke poot.

## Taxonomie
- Orde: Casuariiformes
  -  Familie: Casuariidae
    - Geslacht: Casuarius (Brisson, 1760)
      - Soort: Casuarius bennetti (Dwergkasuaris) (Gould, 1857)
        - Ondersoort: Casuarius bennetti bennetti (Gould, 1857)
        -  Ondersoort: Casuarius bennetti westermanni (Sclater, PL, 1874) 

      - Soort: Casuarius casuarius (Helmkasuaris) (Linnaeus, 1758)
      - Soort: Casuarius lydekki †
      -  Soort: Casuarius unappendiculatus (Oranjehalskasuaris) (Blyth, 1860)

    - Geslacht: Diogenornis †
    - Geslacht: Dromaius (Vieillot, 1816)
      -  Soort: Dromaius novaehollandiae (Emoe) (Latham, 1790)
        - Ondersoort: Dromaius novaehollandiae baudinianus † (Kangoeroe-eilandemoe) (Parker, SA, 1984)
        - Ondersoort: Dromaius novaehollandiae diemenensis † (Le Souef, 1907)
        - Ondersoort: Dromaius novaehollandiae minor †  (Spencer, 1906)
        -  Ondersoort: Dromaius novaehollandiae novaehollandiae (Latham, 1790)

    -  Geslacht: Emuarius †

Uitgestorven geslachten uit de Casuariiformes zijn Diogenornis uit het Paleoceen en Emuarius uit het Oligoceen en Mioceen.